# Les Russes
Pour les articles homonymes, voir Les Russes (association).
Les Russes, vus par Vladimir Sichov est le premier ouvrage publié en Occident réunissant un ensemble de photographies sur la vie quotidienne en URSS.

## Contexte historique
Jusqu'à la chute du régime communiste, les photographes non officiels en URSS ne peuvent publier leurs clichés sur la vie dans leur pays. Les seuls documents qui arrivent en Occident sont ceux qui sont contrôlés par les autorités.
En 1979, le photographe Vladimir Sichov, né en 1945 à Kazan, quitte Moscou pour venir vivre à l'Ouest. Avant son départ, il a réussi à faire passer en Occident 5 000 bobines de pellicule, soit près de 150 000 clichés, pris depuis sa jeunesse en URSS, notamment dans le Caucase russe, le Tatarstan, à Baïkonour, dans la région de Moscou. C'est la première fois qu'un Soviétique passe à l'Ouest avec ses archives.
Une telle documentation inédite fait l'objet en 1980 de la publication de centaines de photographies dans la presse européenne et américaine, tels que Stern, Paris Match, Vogue, Life, Oggi, People et L'Illustré.

## Contenu du livre
À la fin de cette année 1980, à l'initiative de Paris Match, Vladimir Sichov réunit dans un livre un ensemble de photographies sur la vie quotidienne en URSS, accompagnées de commentaires.
L'ouvrage, préfacé par Roger Thérond, alors responsable de la photographie du groupe Paris-Match, contient 162 pages de clichés, avec des articles du journaliste Eugène Silianoff. Chaque cliché est accompagné d'un texte de présentation par le photographe. L'ouvrage est divisé en dix chapitres :
- Les Soviétiques, p. 16
- L'Armée, p. 34, dont un autoportrait de l'auteur en uniforme de sous-lieutenant au cosmodrome de Baïkonour, p. 41-42
- Les Femmes, p. 54, dont des photos de l'épouse de l'auteur, p. 56-57, avec leur jeune fils Nikita Sichov, dans sa baignoire posée dans le salon, p. 56-57
- Les Républiques, p. 68
- La Jeunesse, p.76
- Les Dissidents, p. 90. De nombreux clichés ont été pris dans l'appartement moscovite de Vladimir Sichov, qui y organisait tous les dix jours des présentations d'œuvres de peintres interdits d'exposition et de vente ; ainsi le photographe avec sa femme pendant une exposition (v. p. 8-9) ; sept dissidents pendant une exposition du peintre interdit Mikhaïl Chenekine : les écrivains Gueorgui Vladimov, Alexandre Zinoviev, Venedikt Erofeïev et Viacheslav Lion ; Andreï Sakharov ; Alexandre Zinoiev ; Dmitri Plavinski ; l'historien dissident Roy Medvedev ; le physicien Youri Orlov ; Ilya Glazounov, peintre officiel, proche des dissidents ; Anatoli Zvetev, peintre dissident ; Anatoli Chtstcharansky, mathématicien dissident ; Piotr Grigorenko, général dissident ; Leonid Goubanov, poète, etc.
- La Répression, p. 116
- La Ville, p.  133
- La Campagne, p. 166
- La Religion, p. 180.